# Wapień numulitowy
Wapienie numulitowe – eoceńskie wapienie zbudowane ze skamieniałych skorupek numulitów. Numulity to duże (zwykle 1 cm - kilka centymetrów średnicy) dyskowate pierwotniaki z gromady otwornic.
W Polsce wapienie numulitowe występują na północnych zboczach Tatr oraz w południowej części Kotliny Zakopiańskiej. Można je zobaczyć w Jarcowej Skałce przed budką TPN na wejściu do Doliny Kościeliskiej. Nazywa się Jarcowa, bo numulity, wypreparowane przez erozję i widoczne na powierzchni skały, kojarzą się góralom z jarcem, czyli jęczmieniem. Również w nieczynnym kamieniołomie naprzeciw restauracji „Harnaś” odsłaniają się dolomity detrytyczne środkowego eocenu z numulitami. Odkrywki skał węglanowych z masowym wystąpieniem numulitów znajdują się także w Kamieniołomie pod Capkami w Zakopanem.
Warstwy wapieni i dolomitów z dużymi otwornicami ciągną się wzdłuż Drogi pod Reglami oraz na południe od Drogi Oswalda Balzera u podnóży Tatr Polskich, jednak nie w każdym miejscu można obserwować numulity.